# Ervenik Zlatarski (Zaltar Bistrica)
Ervenik Zlatarski es una localidad de Croacia en el municipio de Zlatar Bistrica, condado de Krapina-Zagorje.

## Geografía
Se encuentra a una altitud de 224 m s. n. m. a 48,1 km de la capital nacional, Zagreb.

## Demografía
En el censo 2011, el total de población de la localidad fue de 113 habitantes.